# Pholcus solchi
Espèce
Pholcus solchi est une espèce d'araignées aranéomorphes de la famille des Pholcidae.

## Distribution
Cette espèce est endémique du Gangwon en Corée du Sud,. Elle se rencontre vers Wonju.

## Description
Le mâle holotype mesure 5,3 mm et la femelle paratype 6,2 mm.

## Systématique et taxinomie
Cette espèce a été décrite par Lee et Lee en 2024.

## Étymologie
Son nom d'espèce lui a été donné en référence au lieu de sa découverte, Solchi.

## Publication originale
- Lee, Lee, Choi, Park, Baek & Kim, 2024 : « Nine new species of the genus Pholcus Walckenaer (Araneae: Pholcidae) from South Korea. » Zootaxa, no 5432(2), p. 179-212.